# Rudolf Kippenhahn
Rudolf Kippenhahn (24. května 1926 – 15. listopadu 2020) byl německý astrofyzik narozený v Československu v obci Pernink. Kromě vlastního výzkumu napsal rovněž několik knih o vědě.

## Život
Kippenhahn původně studoval matematiku a fyziku na Univerzitě v Erlangenu, ale nakonec se rozhodl měnit obor na astronomii. Od roku 1975 do roku 1991 byl ředitelem Institutu Maxe Plancka pro astrofyziku. Od roku 1991 působil v Göttingenu a snažil se popularizovat astronomciký výzkum v podobné duchu jako Stephen Hawking. Kromě astronomie se jeho knihy zabývají i kryptologií nebo atomovou fyzikou. V roce 2005 získal Eddingtonovu medaili za svůj přínos struktury hvězd a hvězdného vývoje.